# 劉姿麟
劉姿麟（1981年11月24日—），現為台灣的新聞主播、時事談話性節目主持人，前TVBS《地球黃金線》主持人與《創富新聞》主播。曾任台開集團旗下台灣創新發展股份有限公司發言人，中央貿易開發集團所屬富美鑫亞洲控股開發企業股份有限公司發言人暨副總經理，寶成國際集團旗下寶成工業股份有限公司公共事務部副協理。現任華視新聞資訊台《國際線，出發！》主持人。

## 學歷
- 國立台灣師大附中畢業（1998年－2000年）
- 輔仁大學圖書資訊學系、英國語文學系，雙主修畢業（2000年－2005年）
- 輔仁大學跨文化研究所翻譯學碩士班（2012年－）

## 出版作品

### 著作
| 年份             | 書名                                                         | 出版社   | ISBN               |
| 2014年1月2日初版 | 《30歲前一次就到位！勝女成功的條件：小姿女主播的職場進行曲》 | 財經傳訊 | ISBN 9789861302447 |

## 經歷
- 科見美語英語教師（2002年－2005年）
- 東森新聞台文字記者（2005年－2006年12月）
- 東森新聞S台、東森財經新聞台記者、主播、主持人（2006年12月－2010年）
- 壹電視財經台、壹電視新聞台主播、主持人（2010年12月－2013年3月）
- TVBS主播、主持人（2013年4月－2014年5月2日）
- 台開集團：台灣創新發展股份有限公司發言人暨協理（2014年5月－2016年12月）
- 富美鑫亞洲控股開發企業股份有限公司發言人暨副總經理（2016年12月 —2018年11月）
- 寶成國際集團：寶成工業股份有限公司公共事務部副協理（2018年12月—2020年4月）
- 華視新聞資訊台《國際線，出發！》主持人（2023年3月4日－至今）

## 曾主持或主播過的節目

### 東森時期
| 時間 | 頻道           | 節目             | 備註                                                             |
|      | 東森新聞台     |                  | 生活組文字記者                                                   |
|      | 東森新聞S台    |                  | 財經組文字記者、假日主播                                         |
|      | 東森新聞S台    | 《台灣尚美》     | 文字記者、外景主持人                                             |
|      | 東森財經新聞台 | 《萍水相逢》     | 外景主持人                                                       |
|      | 東森財經新聞台 | 《現代啟示錄》   | 主持人                                                           |
|      | 東森財經新聞台 | 《歌的故事》     | 主持人                                                           |
|      | 東森財經新聞台 | 《財經早餐》     | 主播                                                             |
|      | 東森財經新聞台 | 《世界財經中心》 | 主播。註：2010年11月26日，劉姿麟最後一次為《世界財經中心》播報。 |

### 壹電視時期
| 時間 | 頻道                                | 節目               | 備註                                                    |
|      | 壹電視財經台（該台於2012年3月關閉） | 《1300第壹手財經》 | 主持人                                                  |
|      | 壹電視財經台                        | 《股市壹導航》     | 主播                                                    |
|      | 壹電視新聞台                        | 《房市行不行》     | 主持人                                                  |
|      | 壹電視新聞台                        | 《生活酷壹點》     | 主持人                                                  |
|      | 壹電視新聞台                        | 《壹線財經》       | 主持人                                                  |
|      | 壹電視新聞台                        | 《壹夜新聞》       | 主播                                                    |
|      | 壹電視新聞台                        | 《整點新聞》       | 主播。註：2013年3月30日，劉姿麟在壹電視播報的最後一天。 |

### TVBS時期
| 時間                        | 頻道 | 節目             | 備註                                               |
| 2013年4月8日－2014年4月30日 | TVBS | 《TVBS創富新聞》 | 主播                                               |
| 2013年5月13日－2014年5月2日 | TVBS | 《地球黃金線》   | 主持人。註：2014年5月2日，劉姿麟在TVBS的最後一天。 |

## 專訪、活動紀錄

### 獨家電視新聞、節目專訪（2007年－現在）
- 2007年
  - 2007年6月13日：YouTube共同創辦人陳士駿
  - 2007年10月22日：Google副總裁溫瑟夫
  - 2007年12月18日：前Google大中華區總裁李開復

- 2008年
  - 2008年4月17日：2007諾貝爾經濟學獎得主麥斯金

- 2009年
  - 2009年6月1日：華碩董事長施崇棠
  - 2009年10月6日：匯豐銀行台灣區總裁韋力行
  - 2009年10月13日：裕隆集團執行長嚴凱泰
  - 2009年10月22日：偉創力電腦事業部總裁Sean Burke
  - 2009年10月28日：新濠國際發展總裁何猷龍
  - 2009年11月4日：微軟全球執行長Steve Ballmer（史蒂夫．鮑默爾）
  - 2009年11月30日：成億壁紙董事長丁三光
  - 2009年12月22日：VIZIO總裁王蔚

- 2010年
  - 2010年4月15日：奇美董事長許文龍
  - 2010年6月1日：台泥董事長辜成允
  - 2010年10月18日：新興市場教父莫比爾斯

- 2011年
  - 2011年11月9日：新興市場教父莫比爾斯

- 2012年
  - 2012年4月7日：西藏精神領袖達賴喇嘛

### 專業口譯、論壇司儀、活動主持（2008年－現在）
- 2008年
  - 2008年4月9日：2008台灣國際車輛論壇－主持人
  - 2008年8月26日：2008企業網路發展應用論壇－司儀

- 2009年
  - 2009年6月16日：台灣拜耳高階主管媒體訓練－主持人
  - 2009年7月15日：2009年台灣車輛國際論壇（Taiwan Automotive International Forum & Exhibition;TAIFE 2009）－司儀
  - 2009年11月6日：2009 Medical Materials in Taiwan Forum－Moderator

- 2010年
  - 待確認。

- 2011年
  - 2011年1月12日：國產實業建設、中興保全、復興航空聯歡晚會－主持人
  - 2011年1月14日：摩根富林明資產管理2011財富趨勢論壇－主持人
  - 2011年2月14日：南部科學工業園區管理局醫材廠商聯合落成啟用典禮&計畫成果發表會－主持人
  - 2011年4月9日：100年度社區藥局戒菸諮詢服務站啟航記者會－主持人
  - 2011年8月30日：車輛研究測試中心2011兩岸車輛產業合作及交流會議－主持人
  - 2011年9月5日：電信技術中心實驗大樓揭牌儀式暨南部發展研討會－主持人
  - 2011年10月31日：車輛研究測試中心2011國際電動車驗證技術與標準研討會－主持人
  - 2011年11月2日：改變世界的溝通術（Nancy Duarte主講，《不願面對的真相》簡報工程負責人）－司儀
  - 2011年11月9日：2011醫療器材國際交流會議－司儀
  - 2011年11月16日：經濟部工業局電動車先導運行計畫營運啟動典禮－主持人
  - 2011年12月1日：經濟部商業司100年度計畫聯合成果發表會－主持人

- 2012年
  - 2012年2月24日：2012生技醫材媒合大會開市典禮－主持人
  - 2012年3月9日：產業智動化暨智動館啟動典禮－主持人
  - 2012年4月24日－2012年4月25日： 兩岸金屬材料產業（鋼鐵）合作及交流會議－司儀
  - 2012年5月：台灣三星電子Samsung Galaxy Note網路廣告短片
  - 2012年6月1日：台灣微軟中小企業雲端佈局媒體聚會－主持人
  - 2012年6月27日：台灣微軟Office 365上市記者會－主持人
  - 2012年6月27日：台灣微軟Office 365上市發表會（中小企業座談場）－主持人
  - 2012年9月7日：「311海嘯之後」建築大師安藤忠雄記者會－主持人
  - 2012年9月17日：「全民健康雲」台灣微軟＆行政院衛生署雲端記者會－主持人
  - 2012年10月16日：2012電動車推動與驗證技術研討會－主持人
  - 2012年10月17日：ROOKIE登陸亞洲品牌盛典上海發表會（中英雙語）－主持人
  - 2012年10月23日：第八屆兩岸防蝕工作學會論壇（中英雙語）－晚宴主持人
  - 2012年11月1日：2012醫療電子與器材國際高峰論壇－司儀
  - 2012年11月6日：2012金屬產業高值化高階論壇－主持人
  - 2012年12月21日：2013台北國際新車大展台灣賓士新車記者會（中英雙語）－主持人

- 2013年
  - 2013年1月9日：台灣賓士總裁交接晚宴（中英雙語）－主持人
  - 2013年1月24日：2013國產實業、中興保全、復興航空聯歡晚會－主持人
  - 2013年2月21日：台灣微軟新版Office上市記者會－主持人
  - 2013年3月5日：台灣微軟Windows 8上市記者會－主持人
  - 2013年3月12日：台灣微軟「智勝鮮師雲端一把抓！微軟2013 PiL創意教師」頒獎典禮－主持人
  - 2013年4月19日：瀚亞投資（Eastspring Investments）債券精品論壇（中英雙語）－主持人
  - 2013年4月24日：勞委會職訓局、3M汽車貼膜「隔熱紙技師班」開訓典禮－主持人
  - 2013年5月18日：大馬房東網開幕記者會－主持人
  - 2013年6月5日：台北國際電腦展微軟國際記者會（英語）－主持人
  - 2013年7月2日：華為全球最薄手機Ascend P6上市記者會－主持人
  - 2013年7月5日：海悅國際「機場捷運A7站合宜住宅抽籤典禮」－主持人

## 配音作品

### 電影配音
- 夢想海洋：記者聲源（2015年）
- 肇事者逃逸：Google小姐（2019年）

## 主持作品

### 廣播
- POP Radio聯播網 pop撞新聞（週五時段）

## 外部連結
- 劉姿麟的Facebook專頁
- 劉姿麟的Instagram帳戶
- 劉姿麟的新浪微博
- YouTube上的劉姿麟頻道